# Grupa I din preliminariile Campionatului European de Fotbal 2020
Grupa I din preliminariile UEFA Euro 2020 este una din cele zece grupe care decid ce echipe se califică la turneul final al UEFA Euro 2020. Grupa I constă din șase echipe: Belgia, Cipru, Kazahstan, Rusia, San Marino și Scoția, unde vor juca fiecare cu fiecare tur-retur.
Primele două clasate se vor califica direct la turneul final. Spre deosebire de edițiile anterioare, nu vor exista baraje, ci doar un play-off în care accesul se face conform rezultatelor din Liga Națiunilor UEFA 2018–2019.

## Clasament
| Loc | Echipa     | MJ | V  | E | Î  | GM | GP | DG  | Pct | Calificare                  |     | Belgia | Rusia | Scoția | Cipru | Kazahstan | San Marino |
| --- | ---------- | -- | -- | - | -- | -- | -- | --- | --- | --------------------------- | --- | ------ | ----- | ------ | ----- | --------- | ---------- |
| 1   | Belgia     | 10 | 10 | 0 | 0  | 40 | 3  | +37 | 30  | Calificare la turneul final |     | —      | 3–1   | 3–0    | 6–1   | 3–0       | 9–0        |
| 2   | Rusia      | 10 | 8  | 0 | 2  | 33 | 8  | +25 | 24  | Calificare la turneul final |     | 1–4    | —     | 4–0    | 1–0   | 1–0       | 9–0        |
| 3   | Scoția (X) | 10 | 5  | 0 | 5  | 16 | 19 | −3  | 15  |                             |     | 0–4    | 1–2   | —      | 2–1   | 3–1       | 6–0        |
| 4   | Cipru      | 10 | 3  | 1 | 6  | 15 | 20 | −5  | 10  |                             | 0–2 | 0–5    | 1–2   | —      | 1–1   | 5–0       |            |
| 5   | Kazahstan  | 10 | 3  | 1 | 6  | 13 | 17 | −4  | 10  |                             | 0–2 | 0–4    | 3–0   | 1–2    | —     | 4–0       |            |
| 6   | San Marino | 10 | 0  | 0 | 10 | 1  | 51 | −50 | 0   |                             | 0–4 | 0–5    | 0–2   | 0–4    | 1–3   | —         |            |

## Meciuri
Programarea meciurilor a fost publicată de UEFA în aceeași zi cu tragerea la sorți, la 2 decembrie 2018 la Dublin. Orele sunt date în CET/CEST, după cum au fost publicate de UEFA (orele locale, dacă diferă, sunt în paranteză).
| Kazahstan | 3–0             | Scoția                                                               |
| --------- | --------------- | -------------------------------------------------------------------- |
|           | Report Wikidata | Yurïý Percwx⁠(d) 6' Baqtïyar Zaýnwtdïnov⁠(d) 6' Yan Vorogovskıı⁠(d) 10' |

| Cipru | 5–0             | San Marino |
| ----- | --------------- | --- |
|       | Raport Wikidata | Constantinos Laifis⁠(d) 11' Pieros Sotiriou⁠(d) 19' (pen.), 23' (pen.) Ioannis Kousoulos⁠(d) 26' Georgios Efrem⁠(d) 31' |

| Belgia | 3–1             | Rusia                                                                |
| ------ | --------------- | -------------------------------------------------------------------- |
|        | Raport Wikidata | Youri Tielemans⁠(d) 14' Denis Cerîșev 16' Eden Hazard 45' (pen.), 43' |

| Kazahstan | 0–4             | Rusia                                                                    |
| --------- | --------------- | ------------------------------------------------------------------------ |
|           | Raport Wikidata | Artiom Dziuba 7' Abzal Beısebekov⁠(d) 17' (aut.) Denis Cerîșev 19', 45+2' |

| San Marino | 0–2             | Scoția                                   |
| ---------- | --------------- | ---------------------------------------- |
|            | Raport Wikidata | Kenny McLean⁠(d) 4' Johnny Russell⁠(d) 29' |

| Cipru | 0–2             | Belgia                              |
| ----- | --------------- | ----------------------------------- |
|       | Raport Wikidata | Eden Hazard 10' Michy Batshuayi 18' |

| Rusia | 9–0             | San Marino |
| ----- | --------------- | --- |
|       | Raport Wikidata | Michele Cevoli⁠(d) 25' (aut.) Artiom Dziuba 31' (pen.), 28', 31', 43' Fiodor Smolov⁠(d) 32', 38' Fiodor Kudreașov⁠(d) 36' Anton Miranciuk⁠(d) 41' |

| Belgia | 3–0             | Kazahstan                                                  |
| ------ | --------------- | ---------------------------------------------------------- |
|        | Raport Wikidata | Romelu Lukaku 5' Dries Mertens 11' Timothy Castagne⁠(d) 14' |

| Scoția | 2–1             | Cipru                                                             |
| ------ | --------------- | ----------------------------------------------------------------- |
|        | Raport Wikidata | Andrew Robertson 16' Ioannis Kousoulos⁠(d) 42' Oliver Burke⁠(d) 44' |

| Kazahstan | 4–0             | San Marino                                                                                         |
| --------- | --------------- | -------------------------------------------------------------------------------------------------- |
|           | Raport Wikidata | Islambek Kuat⁠(d) 1', 45' Maxim Fedin⁠(d) 17' Gafurzhan Suyumbayev⁠(d) 20' Bauyrzhan Islamkhan⁠(d) 34' |

| Belgia | 3–0             | Scoția                                           |
| ------ | --------------- | ------------------------------------------------ |
|        | Raport Wikidata | Romelu Lukaku 1', 12', 45+1' Kevin De Bruyne 47' |

| Rusia | 1–0             | Cipru                |
| ----- | --------------- | -------------------- |
|       | Raport Wikidata | Aleksei Ionov⁠(d) 38' |

| Cipru | 1–1             | Kazahstan                                      |
| ----- | --------------- | ---------------------------------------------- |
|       | Raport Wikidata | Aleksey Shchetkin⁠(d) 2' Pieros Sotiriou⁠(d) 39' |

| San Marino | 0–4             | Belgia                                                                     |
| ---------- | --------------- | -------------------------------------------------------------------------- |
|            | Raport Wikidata | Dries Mertens 12' Nacer Chadli⁠(d) 19', 18' Michy Batshuayi 43' (pen.), 47' |

| Scoția | 1–2             | Rusia                                                                |
| ------ | --------------- | -------------------------------------------------------------------- |
|        | Raport Wikidata | John McGinn⁠(d) 11' Stephen O'Donnell⁠(d) 14' (aut.) Artiom Dziuba 40' |

| Rusia | 1–0             | Kazahstan              |
| ----- | --------------- | ---------------------- |
|       | Raport Wikidata | Mário Fernandes⁠(d) 44' |

| San Marino | 0–4             | Cipru                                                                              |
| ---------- | --------------- | ---------------------------------------------------------------------------------- |
|            | Raport Wikidata | Ioannis Kousoulos⁠(d) 2', 28' Kostakis Artymatas⁠(d) 30' Fotios Papoulis⁠(d) 39', 38' |

| Scoția | 0–4             | Belgia                                                                          |
| ------ | --------------- | ------------------------------------------------------------------------------- |
|        | Raport Wikidata | Romelu Lukaku 9' Thomas Vermaelen 24' Toby Alderweireld 32' Kevin De Bruyne 37' |

| Kazahstan |        | Cipru |
| --------- | ------ | ----- |
|           | Raport |       |

| Belgia |        | San Marino |
| ------ | ------ | ---------- |
|        | Raport |            |

| Rusia |        | Scoția |
| ----- | ------ | ------ |
|       | Raport |        |

| Kazahstan |        | Belgia |
| --------- | ------ | ------ |
|           | Raport |        |

| Cipru |        | Rusia |
| ----- | ------ | ----- |
|       | Raport |       |

| Scoția |        | San Marino |
| ------ | ------ | ---------- |
|        | Raport |            |

| Cipru |        | Scoția |
| ----- | ------ | ------ |
|       | Raport |        |

| Rusia |        | Belgia |
| ----- | ------ | ------ |
|       | Raport |        |

| San Marino |        | Kazahstan |
| ---------- | ------ | --------- |
|            | Raport |           |

| Belgia |        | Cipru |
| ------ | ------ | ----- |
|        | Raport |       |

| San Marino |        | Rusia |
| ---------- | ------ | ----- |
|            | Raport |       |

| Scoția |        | Kazahstan |
| ------ | ------ | --------- |
|        | Raport |           |

## Marcatori
2 goluri
- Eden Hazard
- Pieros Sotiriou

1 gol
- Youri Tielemans
- Georgios Efrem
- Ioannis Kousoulos
- Konstantinos Laifis
- Yuriy Pertsukh
- Yan Vorogovskiy
- Baktiyar Zaynutdinov
- Denis Cerîșev

## Disciplină
Un jucător este automat suspendat pentru următorul meci în cazul următoarelor infracțiuni:
- Cartonaș roșu (suspendările în acest caz pot fi mărite pentru infracțiuni grave)
- Trei cartonașe galbene în trei meciuri diferite, apoi ca al cincilea cartonaș galben și fiecare cartonaș galben după acesta (suspendările pentru cartonașe galbene se reportează pentru play-off, dar nu și la turneul final sau la alte meciuri internaționale viitoare)